# براق
بُراق در سنت اسلامی، نام مَرکبی آسمانی است که محمد در سفر شبانهٔ خود، معراج، مسیر بین مسجدالحرام در مکه تا مسجدالاقصی را به‌وسیلهٔ آن پیمود. در کهن‌ترین روایات اسلامی موجود از واقعهٔ معراج، از این مرکب یاد شده‌است؛ گرچه در جزئیات موضوع و توصیفات ظاهری آن اختلاف بسیار است. در بیشتر روایات، جانوری سپید رنگ با جثه‌ای میان قاطر و خر توصیف گشته که نزدیک ران‌هایش دو بال داشته‌است، و در هر گام به اندازه میدان دید خود پیش می‌رفته‌است. اکثر منابع بر اینکه این موجود قابلیت پرواز داشته‌است متفق القول هستند اما در اینکه آیا صاحب بال بوده‌است یا خیر، منابع دچار اختلاف هستند. در برخی روایت‌ها، براقْ مَرکب پیامبران دیگر به‌ویژه ابراهیم نیز بوده‌است. همچنین گرایش به توجیه عرفانی واژه «بُراق» و «معراج» و تفسیر آن به عنوان تمثیل در برخی متون چون معراج‌نامه ابن‌سینا نیز دیده می‌شود.
از حدود سدهٔ چهاردهم میلادی به بعد، براق در هنرهای اسلامی، به‌ویژه در مینیاتورهای ایرانی به تصویر درآمد. در این مینیاتورها، بیشتر تصاویر به شکل نیم تنه انسان و نیم تن چهارپا کشیده شده‌اند و هر کدام بسته به ذوق خالق اثر، این موجود را متفاوت ترسیم کرده‌است. علاوه بر حوزه هنر، در حوزه ادبیات نیز از براق استفاده‌های فراوانی، خصوصا در صنعت شعر شده‌است.
از موجودات مشابهی در فرهنگ‌ها و ادیان دیگر از جمله مسیحیت و یهود یاد شده‌است که مرکب پیامبران پیشین بوده‌اند. از موجودات مشابه در سنگ‌نگاره‌ها و دیوارنگاره‌های ایران باستان، تصاویری وجود دارد که با دو بال، امکان پرواز داشته‌اند. همچنین مسلمانان دیوار غربی حرم مسجدالاقصی را دیوار براق نام نهاده‌اند.

## پیش‌زمینه

### تاریخ پیامبر اسلام
محمد — پیامبر اسلام — احتمالاً بین ۵۶ تا ۵۰ ق. ه‍/۵۶۷ تا ۵۷۳ م در سرزمین مکه، واقع در عربستان امروزی متولد شده‌است. او پیش از تولد، پدرش عبدالله را از دست داد و نزد پدربزرگش عبدالمطلب، — بزرگ مکه — بزرگ شد. در ۸ سالگی محمد، عبدالمطلب نیز درگذشت و ابوطالب، عموی محمد — که در آن هنگام نفوذ زیادی در مکه داشت — سرپرستی محمد را بر عهده گرفت. با وجود این که در دوران جوانی محمد بت‌پرستی در مکه مرسوم و معمول بود ولی محمد هرگز تفکرات بت‌پرستی نداشت و بت‌پرستی نکرد. محمد گاه در حل اختلاف میان بزرگان شهر مداخله می‌کرد و راه‌کارهای عملی جهت حل و فصل اختلافات ارائه می‌کرده‌است. بنابر برخی روایت‌های اسلامی، محمد پیش از بعثت، هر سال چند هفته را در غار حرا به عبادت و تفکر می‌پرداخته‌است. زمانی که محمد چهل سال سن داشت، در یکی از شب‌های سال ۱۳ ق. ه‍/۶۱۰ م، جبرئیل در غار حرا بر محمد ظاهر شد و ۳ بار به او گفت: «إقرأ — بخوان!» و سپس آیه‌های ابتدایی سوره علق را برایش خواند. بر پایهٔ روایت‌های اسلامی، خدیجه زن محمد و علی پسر عموی ده ساله او، نخستین کسانی بودند که به پیامبری محمد ایمان آوردند. بنابر روایت ابن اسحاق و نیز واقدی، محمد تا سه سال دین تازهٔ خود را پنهانی تبلیغ می‌کرد. بر پایهٔ روایت‌های اسلامی، پس از سه سال دعوت علنی آغاز می‌شود. در آغاز دعوت بیش‌تر اهل مکه محمد را نادیده گرفتند، شماری او را مسخره کرده و برخی هم پیرو او شدند. کسانی که به محمد ایمان آوردند را می‌توان به ۳ گروه اصلی دسته‌بندی کرد: برادران جوان و فرزندانِ بازرگانان بزرگ مکه، افرادی که موقعیت اجتماعی دست‌اولشان را در قبیله‌شان از دست داده بودند و نتوانسته بودند آن را دوباره به دست آورند، و نهایتاً افراد ضعیف در مکه، به ویژه خارجی‌ها. تا سال چهارم بعد از بعثت سیره نویسان حدود ۲۸ نفر از مردان را ذکر کرده‌اند که مسلمان شده‌اند. منابع تاریخی اسلامی مفصلاً آزار و اذیت محمد و یارانش را به ثبت می‌رساند. مسلمانان در ابتدا تا حدی می‌توانستند آزادانه نماز بخوانند. اما به تدریج با مخالفت مشرکان مکه مواجه شدند و مجبور شدند مخفیانه عبادت کنند. با افزایش هجمه‌ها به مسلمانان، در سال ۸ ق. ه‍/۶۱۵ م، برخی از پیروان محمد به حبشه هجرت کردند و تحت پشتیبانی نَجاشی، پادشاه مسیحی حبشه، آن جا ساکن شدند. در سال ۶ ق. ه‍/۶۱۷ م، رهبران مخزوم و بنو عبدشمس، دو خاندان مهم قریش، خاندان بنی هاشم — که رقیب تجاریشان بود — را تحت محاصره اجتماعی و اقتصادی قرار دادند. هدف این بود که بنی هاشم را تحت فشار قرار دهند، تا دست از نگهبانی از جان محمد بردارد. این محاصره سه سال به طول انجامید، اما در پایان شکست خورد زیرا هدفش را برآورده نمی‌کرد. محمد در ۲ یا ۳ سال پیش از هجرت به مدینه، بر پایه منابع اسلامی، در یک شب به سفری از مکه به مسجدالاقصی داشته‌است که به اسراء شناخته می‌شود و پس از آن سفری به نام معراج، از مسجدالاقصی به آسمان داشته‌است. مسلمانان در ۲۷ رجب «لیلة الاسراء و المعراج» را جشن می‌گیرند.

### تاریخ هنر
یکی از مسائل اثرگذار در تاریخ تمدن بشری، اندیشه موجود در آثار هنری نشات گرفته از مایه‌های اساطیری در طی اعصار متوالی است تا جایی که پژوهش‌ها در این سبک، به بازسازی مداوم واقعیت‌های زندگی انسانی کمک شایسته‌ای کرده‌است. پرداختن به آثار هنری با استفاده از دستمایه‌های اساطیری، هنرمند را برای کشف لایه‌های از یاد رفته یا رنگ‌باخته آن کمک می‌کند. به طور کلی، اساطیر بیانگر بخشی از هنجارها و ارزش‌های مشترک فرهنگی، دینی، اخلاقی و رفتاری قومیت‌ها در قالب هنر، ادبیات، دین و مطالعات اجتماعی و فرهنگی است.
این تحلیل که ممکن است، اشکال خیالی براق در آثار هنری خصوصا ایرانی، ریشه در به تصویر کشیدن موجودات خیالی توسط هنرمندان ایرانی داشته‌است، از سوی تحلیلگران هنری صورت گرفته‌است. تاریخچه هنری چنین می‌نماید که در پیش از اسلام، هنرمندان ایرانی به تصویرسازی در آثاری چون آثار حجاری، ریتون‌ها، مهره‌های هخامنشی و مجسمه‌های دوره اشکانی می‌پرداختند. به نظر الیاده، هدف از خلق اینگونه آثار تخیلی همچون براق در آثار هنری، رسیدن به نیروی مذهبی و خداگونه شدن است. در پیش از دوره ایران اسلامی، وجود موجوداتی خیالی با سر انسان و بدن حیوان و یا حیوانات بالدار که غالبا نماد محافظ زندگی و یا شادی و پیروزی در ایران‌زمین بوده‌اند و از اعتقاد به حیات پس از مرگ نشات می‌گیرد، گزارش شده‌است. در عصر صفوی و با سیاست‌های پیش گرفته شده توسط حاکمان وقت، توجه مردمان به هنرهای تجسمی و از جمله معراج‌نگاری‌ها شدت گرفت و به همین جهت، عصر شکوفایی معراج‌نگاری شروع شد. کمی بعد و با فتح ایران توسط افغان‌ها و پس از آن، شروع حکومت افشاریان، این صنعت مورد بی‌مهری قرار گرفت و طولی نکشید تا با روی کار آمدن کریم خان زند، مجدد این رسم با توجه شاه به الگوبرداری از سبک‌های رایج صفوی، رواج یافت.

## واژه‌شناسی
بُراق اصطلاحی در سنت اسلام است و به مَرکبی آسمانی اشاره دارد که محمد، پیامبر اسلام، در سفر شبانهٔ خود — که در منابع اسلامی معراج نام دارد — مسیر بین مسجدالحرام در مکه تا مسجدالاقصی در بیت‌المقدس را به‌وسیلهٔ آن پیمود. واژه «بُراق»، هم به شکل مونث و هم مذکر می‌باشد. درخصوص ریشه‌شناسی این واژه اختلاف‌نظر وجود دارد. برخی آن را از کلمهٔ «بارَق» فارسی میانه به معنای «مَرکب» گرفته‌اند و برخی آن را از ریشه «بَرق» در زبان عربی و به معنای «درخشش» یا «آذرخش» می‌دانند. همچنین گروهی این امکان را نیز در نظر گرفته‌اند که ریشه کلمه به دوران پیش از اسلام باز می‌گردد که اَسناد آن امروزه در اختیار ما نیست. دهخدا در لغت‌نامه خویش، از واژه عربی رَفْرَف — به معنای تخت و سَریر — در کنار براق یاد می‌کند و آن را تخت روانی می‌داند که محمد را به معراج برده‌است. دهخدا همچنین منظور از عبارت «براق جم» را بادی می‌داند که سلیمان به واسطه آن نقل مکان می‌کرد.

## ویژگی‌ها و توصیفات ظاهری

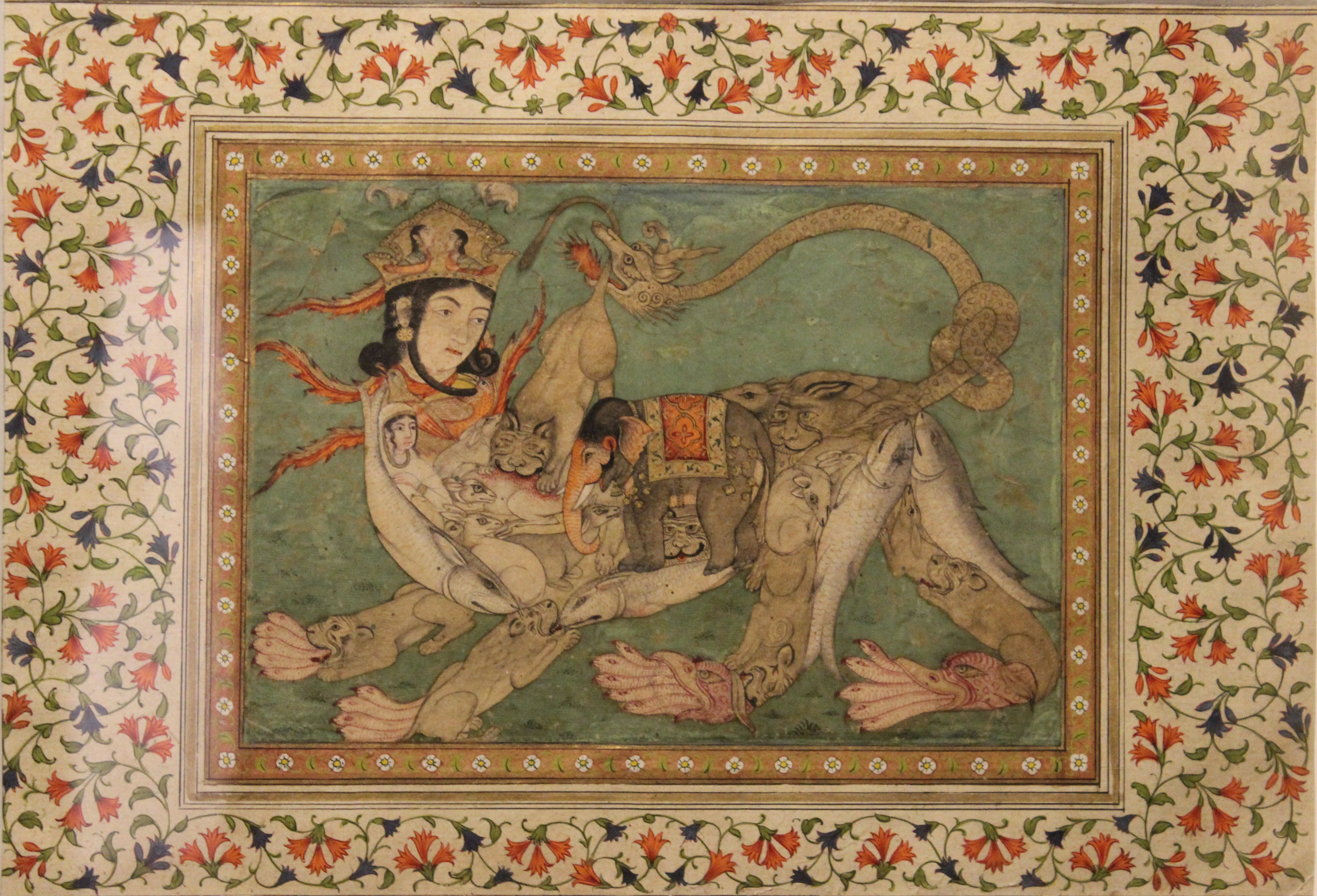
مینیاتوری هندوستانی از براق متعلق به دوران سلطنت دکن

در روایاتی که اوصاف بُراق را ذکر کرده‌اند، تفاوت‌های بسیاری هست و به همین سبب نمی‌توان تصویر روشنی از این مرکب ارائه کرد. بنابر بیشتر روایات، براق از چهارپایان بهشت و بسیار تندرو است و جثه‌ای کشیده و بزرگ‌تر از درازگوش و کوچکتر از اَستَر دارد، یالش پُرمو و رنگ بدنش سپید است و نزدیک ران‌هایش دو بال دارد و در هر گام به اندازهٔ میدان دیدش پیش می‌رود. طبری در تفسیر قرآنش آن را اسبی با گوش‌های لرزان توصیف کرده و ابن‌سعد گوش‌های او را دراز و پشت او را کشیده دانسته‌است. در دیگر روایات، براق صورتی چون صورت انسان داشته‌است و مانند انسان قادر به فهم آنچه که می‌شنود است. برخی سبب رنگ سفید براق را سرعت بیش از حد یا درخشندگی زیاد آن دانسته‌اند. بیشتر منابع قدیمی، اندازه این حیوان را چیزی بین قاطر و الاغ تشبیه کرده‌اند. ثعلبی، مفسر سنی، مذهب روایتی را از محمد در توصیف براق نقل می‌کند که بر اساس آن، براق گونه‌هایی همچون گونه‌های انسان داشته و دم آن همچون دم شتر بوده‌است. یالی همچون یال اسب و پایی همچون پای گاو از دیگر توصیفات براق در این روایت است. سینه این موجود به یاقوت سرخ و پشتش به مروارید سفید تشبیه شده‌است. سیره‌نویسانی مانند ابن هشام، طبری و ابن سعد، بال‌هایی روی پای براق توصیف می‌کنند که با استفاده از آن‌ها پاهایش را به سمت جلو می‌برد؛ اما رودی پارِت در دانشنامه اسلام، معتقد است که این توصیفات فقط به معنای سرعت حرکت زیاد براق بوده‌است و متون قدیمی، براق را بدون بال دانسته‌اند. به گفته او متون قدیمی‌تر صعود محمد به آسمان‌ها را از طریق نردبان توصیف می‌کنند و صعود او به کمک بُراق — که دارای بال بوده — در متون متأخرتر آمده‌است. همچنین در برخی دیگر از باورهای مسلمانان، براق مَرکبی با سر یک زن یا فرشته و دُم یک طاووس تصویر شده‌است. این تصویر از براق در بیشتر نگاره‌ها و مینیاتورهای اسلامیِ مربوط به معراج به‌کار رفته است. به نظر می‌رسد که ابن‌بلخی نیز در فارس‌نامه با توجه به همین روایات، صورت براق را به صورت آدمیان توصیف و با ریش، جعد و تاج بر سر نهاده و اندام چهار دست‌ و پای او مانند گاو و دنبال او همچون ذنب (دم) گاو توصیف نموده‌است. او حتی مجسمه‌های سرستون‌های تخت جمشید که با چهره انسانی و تن و دمی مانند گاو هستند را براق نامیده‌است. یکی از ویژگی‌های براق که همگی منابع در آن متفق القول هستند، امکان پرواز براق است و با توجه به نگارگری‌های صورت گرفته، این پرواز لزوما به معنای داشتن بال نیست؛ چرا که در بسیاری از نگارگری‌های براق، او بدون بال کشیده شده‌است.

## براق در منابع اسلامی

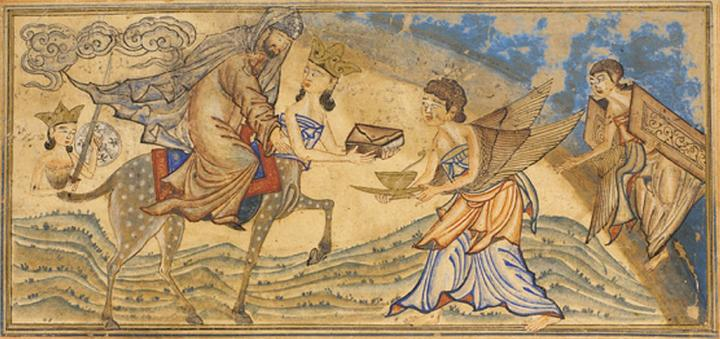
محمد سوار بر براق، مینیاتوری از کتاب جامع‌التواریخ، از کهن‌ترین نگارگری‌های معراج، بر روی کاغذ پوستی و متعلق به سده چهاردهم میلادی.

به گزارش مسعودی در مروج الذهب، براق پیش از خلقت آدم ابوالبشر نیز وجود داشته‌است. مقدسی در کتاب آفرینش و تاریخ، براق را یکی از اسباب سیر انبیاء الهی برمی‌شمرد. طبری در تاریخنامه خویش، از در اختیار بودن این مرکب برای ابراهیم گزارشی را نقل می‌کند. آنطور که از منابع اسلامی بر می‌آید، این مرکب، علاوه بر انبیاء، توسط ملائکه نیز مورد استفاده قرار می‌گرفته‌است. در این خصوص از محمد باقر روایتی منقول است که یکی از ملائکه، برای ملاقات با محمد از براق استفاده کرده‌است. به هر ترتیب، تا پیش از واقعه معراج، منابع اسلامی تنها به وجود براق و مورد استفاده قرار گرفتن آن توسط انبیاء الهی اشاره داشته‌اند و از ویژگی و شمایل آن سخنی به میان نیاورده‌اند. آنطور که از روایات براق در معراج به دست می‌آید، این موجود دارای مراتب معنوی نیز بوده‌است. در بخشی از ماجرای اسراء آمده است که از عرق محمد، گلی رویده شد، همچنین از عرق جبرئیل و از عرق براق گلی دیگر رویده شده‌است. در جای دیگری، براق از جبرئیل درخواست دارد که در قیامت نیز، مرکب محمد باشد. در برخی احادیث اسلامی از بُراق به عنوان مرکب ابراهیم برای سفر از فلسطین به مکه در زمان انتقال هاجر و اسماعیل و حتی همه سفرهای او به مکه نام برده شده‌است.

### معراج و اسراء
معراج و اسراء، اشاره به یکی از سفرهای شبانه محمد دارد که از مکه به مسجدالاقصی و از آنجا به آسمان داشته‌است. این سفر به منظور دیدن و یافتن آیات الهی تدارک دیده شده‌بود. به این سفر ۲ مرتبه در قرآن، یکی در آیات ابتدایی سوره اسراء که به مرحله اول سفر محمد — یعنی رفتن از مکه به مسجدالاقصی که اصطلاحا اسراء نام دارد — پرداخته شده‌است و دیگری در آیاتی از سوره نجم که مرحله دوم سفر او — رفتن از مسجدالاقصی به آسمان که اصطلاحا معراج نامیده می‌شود — اشاره دارد. به عقیده برخی، مرحله سومی نیز برای این سفر متصور است. این مرحله سوم که به نام اعراج شناخته می‌شود، به سیر محمد از آسمان تا مرحله قاب قوسین است. در این سفر خارق‌العاده، محمد از اسباب سیر و سفر متفاوتی به تناسب گوناگونی مسیر استفاده کرده‌است. براق که اولین اسباب از این میان است، مرحله نخست سیر محمد را شکل داده‌است و او را از مکه به مسجدالاقصی رسانده‌است. در مراحل بعدی این سیر، از اسبابی با نام‌های اجنحه ملائکه، کر الطیر، جبرئیل و رفرف نیز یاد شده‌است. با این وجود، منابع اسلامی جز در مورد ویژگی و سابقه براق، در خصوص باقی اسباب سیر سکوت پیشه کرده‌اند. براق در اصل اوّلین بار در سفر شبانه محمد (اسراء) از مکه به مسجد الاقصی ظاهر شد. حضور مرکبی با چنین مشخصات می‌تواند توضیحی بر امکان طی کردن مسافت طولانی بین این دو شهر در یک شب توسط پیامبر باشد. در بیشتر روایات مربوط به سفر شبانه محمد، براق را مرکب پیامبر از مکه تا بیت‌المقدس و برعکس دانسته‌اند و صعود به آسمان را از طریق «معراج» که برخی از روایات به نردبان یا «سُلَم» اشاره کرده‌اند و برخی دیگر معراج را بر بال جبرئیل دانسته‌اند. با وجود آنکه برخی روایات به همراهی براق با محمد تا مرحله سدرة المنتهی اشاره دارند، اما آنطور که باقی منابع روایی گزارش کرده‌اند، انتقال محمد تا مرحله سدرة المنتهی با رفرف و جبرائیل بوده‌است. در روایات معراج که مسلمانان معتقدند غالباً از خود محمد نقل شده، آمده‌است که زمانی که جبرئیل براق را برای او آورد، ابتدا سرکشی می‌کرد اما پس از نهیب و شناختن راکب خود، پیامبر، رام شد. محمد در بیت المَقْدِس از براق فرود آمد، افسار آن را به حلقه‌ای که پیامبران افسار مرکب خود را بدان می‌بستند بست، آنگاه داخل مسجدالاقصی شد و پس از گزاردن نماز، گردش آسمانی را به همراهی جبرئیل آغاز کرد. بر طبق شواهد و روایاتی، برخی معتقدند که سفر شبانه محمد یا اسراء از پرستش‌گاه مقدس (مسجدالحرام) به پرستشگاهی در دوردست (مسجدالاقصی)، با داستان سفر او به عرش (معراج)، تدریجاً به‌هم پیوسته‌است و به همین سبب است که براق، که وسیله سفر شبانه بود، در روایاتی دیگر در سفر دوم (معراج) به‌جای نردبان، به عنوان وسیله صعود محمد به عرش، حضور می‌یابد.

### تمثیل و توجیه عرفانی
محمد حسین طباطبایی از مفسران شیعه با اشاره و ذکر اختلاف در روایات مختلف دربارهٔ نحوه سفر که به وسیلهٔ براق بوده یا نردبان یا بر بال جبرئیل، این‌طور می‌نویسد: «بنابراین از همین‌جا می‌توان حدس زد که منظور از این بیانات مجسم ساختن امری غیر جسمانی و غیر مادی است و به صورت امری مادی به نحو تمثیل یا تمثل و وقوع این‌گونه تمثیلات در کتاب و سنت امری است واضح که به هیچ وجه نمی‌شود انکارش کرد.» طباطبایی تاکید می‌کند که سفر محمد از مسجدالحرام تا مسجدالاقصی به صورت جسمی و واقعی بوده‌است و سفر او از مسجدالاقصی تا آسمان‌ها به صورت روحانی است. گرایش به توجیه عرفانی واژهٔ «براق» و «معراج» و تفسیر آن به عنوان تمثیلی از مفاهیم غیرمادی، در برخی نوشته‌های فلسفی و عرفانی همچون «معراج‌نامه» نوشتهٔ ابن‌سینا دیده می‌شود؛ هرچند ناقلان و شارحان احادیث و حتی برخی از حکما این روش را نمی‌پذیرند و این روایات را بدون تأویل و توجیه نقل می‌کنند. البته برخی بر این نظرند که بر پاره‌ای از این روایات از نظر سند، ایراداتی وارد است. مورخان غربی مانند آرمند آبل براق را موجودی افسانه‌ای می‌دانند. به عقیده طباطبایی، یکی از اختلافات در این مورد، روایتی است که صعود محمد را بر روی بال جبرئیل بیان داشته‌اند؛ یا آن روایات که آن را توسط نردبانی دانسته‌اند که یک سرش روی صخره‌ای در بیت‌المقدس و سر دیگرش بر بام آسمان‌ها است. او با بررسی دیگر تفاسیر چنین نتیجه می‌گیرد، که منظور از این بیانات، مجسم ساختن امری غیرجسمی و غیرمادی به صورت امری مادی به شیوه تمثیل است.

### دیوار براق

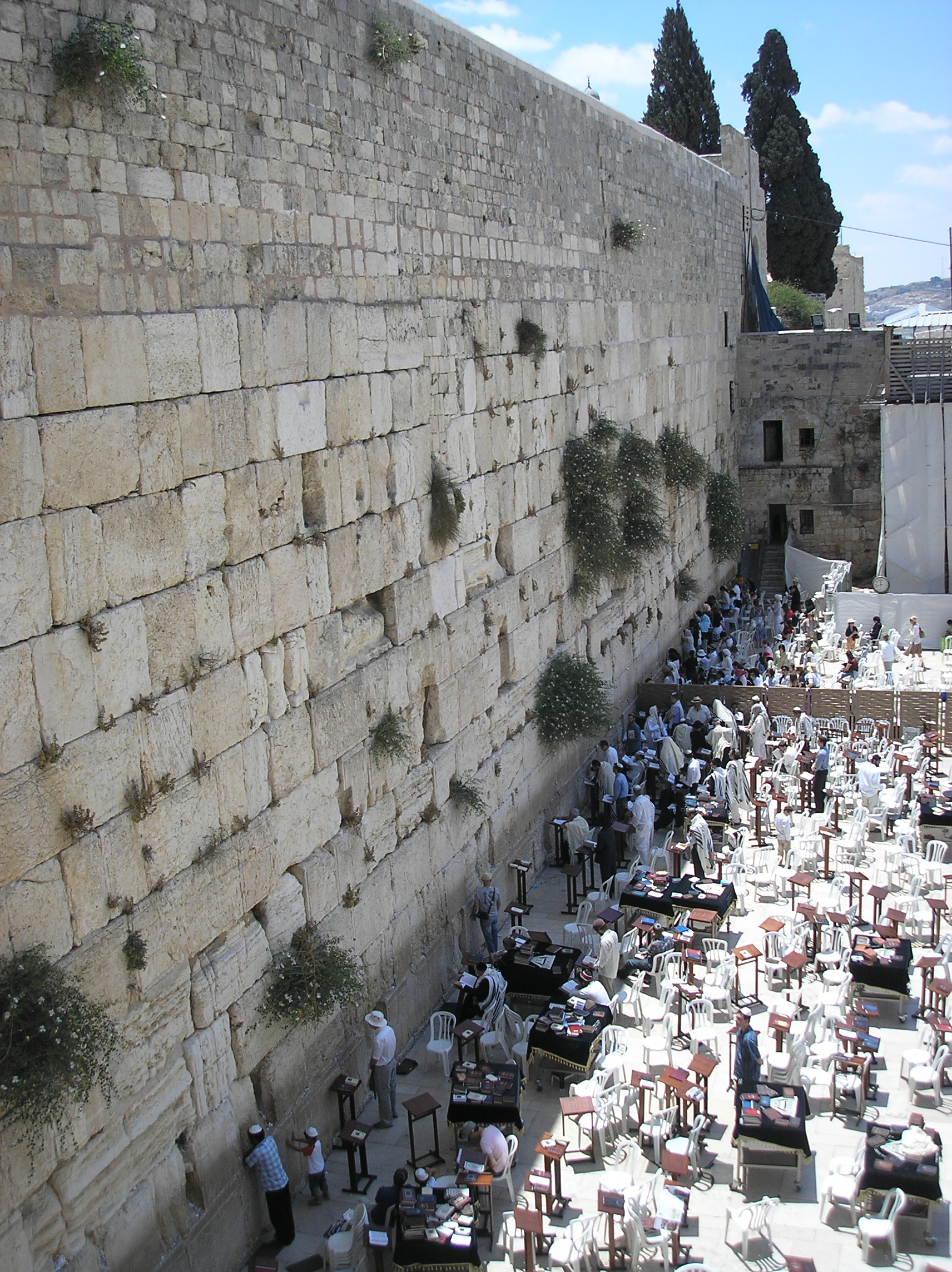
دیوار براق در سرزمین بیت‌المقدس

در بخشی از احادیث معراج از قول محمد آمده‌است که او در بیت المَقْدِس از براق فرود آمد، افسار آن را به حلقه‌ای که پیامبران افسار مرکب خود را بدان می‌بستند بست، آنگاه داخل مسجد شد و پس از گزاردن نماز، گردش آسمانی را به همراهی جبرئیل آغاز کرد. از این رو مسلمانان دیوار غربی حرم مسجد الاقصی را دیوار براق نام نهادند و ادعا می‌کنند که زمین‌های اطراف آن نیز همگی از اوقاف مسلمانان بوده‌است. این دیوار در بین یهودیان به دیوار ندبه مشهور است و آن را بخشی از هیکل سلیمان می‌شناسند و برای آنان نیز مقدس است. درگیری شدیدی میان مسلمانان و یهودیان نیز برای تصاحب دیوار براق در سپتامبر ۱۹۲۲ (شهریور ۱۳۰۱) به ثبت رسیده که در آن عده‌ای از دو طرف به قتل رسیدند و در منابع فلسطینی از آن به «انقلاب براق» یاد شده‌است.

## براق در فرهنگ و هنر اسلامی

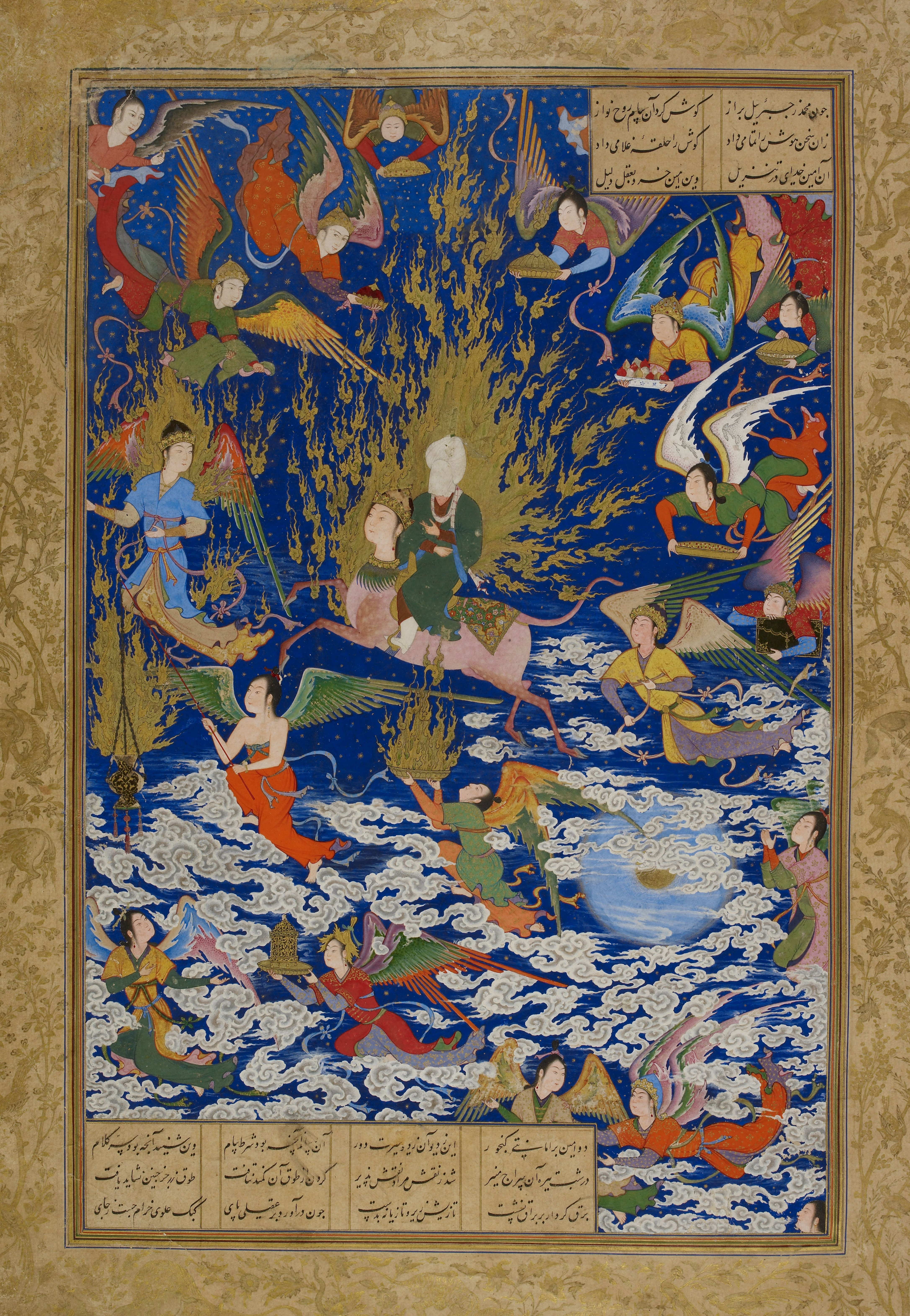
مینیاتوری اثر سلطان محمد نگارگر عصر صفوی، که در موزه بریتانیا نگهداری می‌شود. تصویری از رویداد معراج در خمسه نظامی که در آن محمد سوار بر بُراق به تصویر کشیده شده‌است.

### نگارگری
با توجه به اهمیت واقعه معراج، این رویداد مورد توجه هنرمندان ایرانی و کشورهای همسایه قرار گرفت که در شاخه‌های مختلفی به‌ویژه کتاب‌آرایی، نقاشی پشت شیشه و کاشی‌سازی نمود کرد. در این آثار براق، موجودی ترکیبی از انسان و حیوان به عنوان مرکب پیامبر اسلام نقش بسته‌است. از حدود سده چهاردهم میلادی به بعد، با الهام از مجسم‌سازی و نگاره‌های افسانه‌های باستان همچون شیر دال، ابوالهول و سانتور و بر اساس توصیفات ظاهری در روایات، براق نیز در دنیای اسلام به تصویر کشیده شد و به موضوعی محبوب در نقاشی مینیاتورهای ایرانی تبدیل گشت. کهنترین مینیاتور از براق را در نسخه‌ای خطی از جامع‌التواریخ نوشته رشیدالدین فضل‌الله رجل سیاسی و تاریخ‌نگار ایرانی و متعلق به سال ۷۱۴ ه‍.ق — نگاهداری شده در کتابخانه دانشگاه ادینبرو — می‌دانند. بیشتر مینیاتورهایی که از این موجود کشیده شده‌است، آن را موجودی بالدار به تصویر کشیده‌اند. مینیاتوری از رویداد معراج که در خمسه نظامی نقش بسته‌است و محمد سوار بر بُراق را نشان می‌دهد، از مشهورترین تصاویر نگارگری شده از این موجود است. این مینیاتور ایرانی هم‌اکنون در موزه بریتانیا نگهداری می‌شود. با وجود آنکه ویژگی ظاهری براق در منابع روایی متفاوت توصیف شده‌است، تصویرگران نیز تصاویر متفاوتی از این موجود ترسیم کرده‌اند. دیگر دلیل این تفاوت ثبت تصویرها، نقد هرمنوتیک دانسته شده‌است. بر این اساس، تصویرگران با توجه به افق فکری، انتظارات، علایق و پیش‌فهم‌های تاریخی، به رسم چهره براق پرداخته‌اند و در این ترسیم، تفسیرهای مخصوص به خود را دخیل کرده‌اند. بعدها، نگارگری براق در نقاشی‌های معراج‌نگاری، یکی از بخش‌های ضروری و جدایی نشدنی نسخه‌های معراج‌نامه شد. آنچه در تمام نسخه‌های معراج‌نگاری ثابت است، وجود محمد سوار بر براق است.

### ادبیات
براق در ادبیات فارسی و اشعار شعرای پارسی، در معنای اصلی یا استعاره از اسب و مرکب تندرو یا مرکبی برای سفرهای روحانی بکار برده شده‌است یا به صورت ترکیبات کنایی؛ «براق جم» و «براق سلیمان» کنایه از باد است که تخت سلیمان را جابجا می‌کند. یا «براق چهارم فلک» کنایه از آفتاب و «براق برق تاز» اشاره به اسب جَلد دونده، نیز ساخته شده‌است. چنان‌که جلال‌الدین بلخی (مولوی) در غزلیات خود می‌نویسد:
| لاجرمش عشق کشد پیشکش |  | همچو محمد به سحرگه براق |
| بربردش زود براق دلش  |  | فوق سماوات رفاع طباق    |

در آثار ادبی به ویژه آثار شاعران در ادوار مختلف از جمله صفویان تا قاجار، براق به عنوان موجودی فرازمینی و غیر مادی تصویر شده‌است، که به احتمال فراوان دستمایه این شاعران، روایات منابع اسلامی بوده‌است. خرقانی شروانی یکی از شاعرانی است که به توصیف براق پرداخته‌است. توصیف شاعرانه شاعران در ادوار مختلف از موجود براق، بر شیوه ترسیم نگاره این موجود بی‌تاثیر نبوده‌است.

## براق در کتب مسیحی و یهودی
همچنین در برخی کتب مسیحی و یهودی که متعلق به فرقه‌های مختلف مسیحی و یهودی‌است، از ماجرای روی داده برای ابراهیم، خنوخ و پولس یاد شده‌است که همچون محمد به سفری آسمانی رفته‌اند و در آن از مرکبی ماورایی یاد شده‌است. از میان این آثار می‌توان به کتاب عهد ابراهیم، کتاب خنوخ و مکاشفات پولس اشاره کرد. طبرسی نیز در احتجاجی که از محمد گزارش می‌کند، به نقل از سران یهودیان مدینه، از وجود موجودی شبیه به براق در منابع یهودی نقل قولی را ثبت می‌کند.

## یادداشت
1. ↑  به انگلیسی: Rudi Paret
2. ↑  «سُبْحانَ الَّذِي أَسْرى‌ بِعَبْدِهِ لَيْلًا مِنَ الْمَسْجِدِ الْحَرامِ إِلَى الْمَسْجِدِ الْأَقْصَى الَّذِي بارَكْنا حَوْلَهُ» قرآن، سوره اسراء آیه ۱.
3. ↑  به انگلیسی: Armand Abel